# Întoarcerea inspectorului Harry
Întoarcerea inspectorului Harry (în engleză Sudden Impact) este un film polițist thriller american din 1983, produs și regizat de Clint Eastwood, al patrulea din seria Inspectorul Harry. Clint Eastwood interpretează rolul titular al inspectorului de la San Francisco Police Department "Dirty" Harry Callahan. Acesta este singurul film din seria Inspectorul Harry care a fost regizat de Eastwood însuși.
Filmul este, probabil, cel mai bine amintit de replica lui Harry, "Go ahead, make my day" (tradusă liber "Dă-i drumul, fă-mă fericit"), atribuită adesea în mod incorect filmului original Inspectorul Harry.

## Rezumat
Artista Jennifer Spencer și sora ei au fost violate de un grup de bărbați tineri cu 10 ani în urmă, după ce au fost trădate de o prietenă pe nume Ray Parkins. Violul brutal i-a lăsat sora într-o stare catatonică permanentă. Spencer caută răzbunare și începe cu uciderea lui George Wilburn cu două gloanțe dintr-un revolver de calibrul 38, dintre care unul este tras în zona inghinală. Ea pleacă din San Francisco și se mută în orașul San Paulo, din cauza anchetei poliției, și începe să restaureze caruselul istoric de pe promenadă, în apropiere de plaja unde avuseseră loc violurile. Între timp, inspectorul de la San Francisco Police Department Harry Callahan este frustrat atunci când un judecător îi respinge din nou un caz din cauza faptului că făcuse investigații fără mandat. Pe când servea o cafea în restaurantul său favorit, inspectorul întrerupe un jaf și îi ucide pe majoritatea infractorilor. Atunci când tâlharul supraviețuitor ia un ostatic, Callahan îl provoacă spunându-i: "Go ahead, make my day" (în traducere liberă "Dă-i drumul, fă-mă fericit"), iar infractorul se predă.
Callahan îl acuză pe liderul mafiot Threlkis, la petrecerea de nuntă a nepoatei sale, că a ucis o prostituată; Threlkis suferă un atac de cord. Superiorii lui Callahan, printre care și locotenentul Donnelly, sunt furioși pe el, dar nu-l pot concedia sau suspenda pe celebrul inspector deoarece, după cum admite comisarul de poliție, "metodele lui neconvenționale... dau rezultate", deși Callahan creează o publicitate negativă pentru departament. Ei îi ordonă să-și ia o vacanță, pe care Callahan și-o petrece la tir cu pistolul lui .44 AutoMag. Patru dintre oamenii lui Threlkis îl atacă într-o seară pe drum, dar numai unul dintre ei scapă cu viață. Suspectul din cazul respins la început de judecător și prietenii săi îl atacă și ei, aruncând două cocteiluri Molotov în mașina lui Callahan. El îi conduce pe chei și se folosește de una dintre bombe pentru a-i determina să plonjeze cu mașina în apă, făcându-i să se înece. Donnelly îl trimite pe inspector la San Paulo pentru a investiga asasinarea omului ucis de Spencer. Victima provenea din acea localitate, dar locotenentul dorea să-l protejeze pe Callahan, dar și pe civili pentru că, așa după cum observă Donnelly, "oamenii au prostul obicei de a muri în jurul tău."
În San Paulo, Callahan oprește un jaf în curs de desfășurare și salvează viața tânărului ofițer Bennett. Inspectorul primește un buldog ca dar de la un prieten din poliție, Horace King, pe care îl poreclește "Meathead". În timp ce alerga împreună cu câinele, el se întâlnește întâmplător cu Spencer. Callahan este vânat de criminalul supraviețuitor al lui Threlkis, dar îl ucide după ce a fost prevenit de către Meathead. Între timp, Spencer ucide pe plajă un al doilea violator pe nume Kruger; deși Callahan recunoaște același modus operandi, șeful poliției locale Lester Jannings refuză să lucreze cu celebrul inspector "pistolar din marele oraș". Callahan își dă seama că victimele și Parkins sunt prieteni cu fiul lui Jannings, Alby. El îi cere lui Bennett informații cu privire la ei; în același timp, Parkins își dă seama că violatorii de acum zece ani sunt vizați de criminal și îi avertizează pe ceilalți doi, Tyrone și Mick. După o bătaie cu cumnații lui Kruger, Eddie și Carl, Callahan o întâlnește din nou pe Spencer într-un restaurant și află că ea îi împărtășește accentul pus pe rezultate și nu pe metode în căutarea dreptății, deși inspectorul adaugă avertismentul "până încalcă legea".
Callahan îl vizitează pe Tyrone la domiciliu și îl găsește mort, acesta fiind o altă victimă a lui Spencer. Parkins și Mick stau împreună la ea acasă pentru a se proteja. Atunci când inspectorul îi vizitează pentru a-i interoga, Mick îl atacă. De îndată ce Callahan îl ia pe Mick la secția de poliție, Spencer intră în casă și o ucide pe Parkins. Callahan și Spencer se întâlnesc din nou și se culcă împreună, dar el își dă seama că ea o vizitase pe Parkins la domiciliu și găsește cadavrul acesteia.
Eddie și Carl îl scot din închisoare pe Mick pe cauțiune și se duc la hotelul unde locuia Callahan, ucigându-l pe King care tocmai venise în vizită, iar apoi îl bat pe Callahan și-i aruncă corpul în mare. Spencer îl vizitează pe Alby Jannings - aflat acum în comă, după ce avusese un accident de mașină provocat ca urmare a conștiinței sale vinovate; șeful Jannings o întrerupe. El admite că, pentru a-și proteja reputația sa și pe unicul său copil, "mușamalizase" violurile, dar îi promite că Mick - despre care el nu știa că este liber - va fi pedepsit acum. În timpul acestei discuții, Mick și cumnații lui Kruger intră în casă, o prind pe Spencer și-l omoară pe șeful poliției cu pistolul ei.
Callahan supraviețuiește, găsește trupul lui King și își ia cu el pistolul AutoMag. Grupul lui Mick o aduce pe Spencer pe plajă cu scopul de a o viola din nou, dar ea reușește să fugă la carusel. Ei o prind din nou, dar sunt surprinși de revenirea inspectorului pe care-l crezuseră mort. După uciderea celor doi cumnați ai lui Kruger, Callahan îl urmărește pe Mick, care a luat-o pe Spencer ca ostatică în vârful unui montagne russe. Inspectorul îl provoacă pe Mick să-l "facă fericit", iar, după ce Spencer scapă, Callahan îl împușcă pe infractor. Mick cade în cornul unui inorog de la carusel. Poliția găsește la Mick pistolul de calibru 38 al lui Spencer; Callahan afirmă că, după ce se va face examinarea balistică, polițiștii vor afla că "arma lui... a fost folosită în toate crimele". Apoi, împreună cu Spencer, părăsesc pe jos locul crimei.

## Distribuție
- Clint Eastwood - inspectorul SFPD Harry Callahan
- Sondra Locke - Jennifer Spencer[1][2][3]
- Pat Hingle - șeful Lester Jannings
- Bradford Dillman - căpitanul Briggs
- Paul Drake - Mick violatorul
- Audrie J. Neenan - Ray Parkins
- Jack Thibeau - Kruger
- Michael Currie - Lt. Donnelly
- Albert Popwell - Horace King
- Mark Keyloun - ofițerul Bennett
- Kevyn Major Howard - Hawkins
- Bette Ford - Leah
- Nancy Parsons - doamna Kruger

## Producție
Scenariul a fost scris inițial de Charles B. Pierce și Earl E. Smith for pentru un film separat pentru Sondra Locke, dar a fost adaptat mai târziu într-un film din seria Inspectorul Harry de către Joseph Stinson. Filmările au avut loc în primăvara anului 1983. Multe dintre scenele din film au fost filmate în San Francisco și Santa Cruz, California. Scena in care Harry urmărește un jefuitor de bănci în cartierul de afaceri din centrul orașului oferă o imagine rară a zonei înainte ca aceasta să fie devastată de cutremurul Loma Prieta din 17 octombrie 1989. Imaginile pentru scena de jaf din "Acorn Cafe" au fost filmate de fapt, la Burger Island (acum un McDonald's), la colțul format de 3rd Street și Townsend, în San Francisco. În acest moment al carierei sale, Eastwood a primit un salariu care a inclus 60% din toate profiturile filmului, lăsând restul de 40% pentru studio. Se estimează că Eastwood a câștigat 30 milioane $ pentru Întoarcerea inspectorului Harry.

## Replică
Întoarcerea inspectorului Harry este, probabil, cel mai bine amintit de replica lui Harry, "Go ahead, make my day" (tradusă liber "Dă-i drumul, fă-mă fericit"), atribuită adesea în mod incorect filmului original Inspectorul Harry. În 2005, ea a fost votată într-un sondaj realizat de Institutul American de Film ca a șasea cea mai memorabilă replică din istoria cinematografiei. Președintele Statelor Unite, Ronald Reagan, a folosit replica "make my day" într-un discurs din martie 1985 în care amenința să se folosească de dreptul de veto față de legile privind creșterea impozitelor. Când a candidat pentru funcția de primar al localității Carmel-by-the-Sea, California în 1986, Eastwood a folosit autocolante cu replica "Go Ahead — Make Me Mayor".

## Recepție
Întoarcerea inspectorului Harry a primit recenzii mixte din partea criticilor, având un rating de 59% pe Rotten Tomatoes. El a fost un succes de box-office. În primul week-end de la lansare, filmul a obținut încasări de 9.688.561 de dolari în 1.530 de cinematografe din Statele Unite. În total, în Statele Unite, filmul a adus încasări de 67.642.693 de dolari, făcându-l filmul cu cele mai mari încasări din cele cinci filme din franciza Inspectorul Harry.